# Le Rescapé (film, 1986)
Pour plus de détails, voir Fiche technique et Distribution.
Le Rescapé est un film français réalisé par Okacha Touita en 1986 et sorti en 1991.

## Fiche technique
- Titre : Le Rescapé
- Réalisateur : Okacha Touita
- Scénario : Okacha Touita, Philippe Dodet et Miloud Khetib
- Photographie : Denis Lenoir
- Costumes : Marie-José Escolar
- Montage : Khadicha Bariha-Simsolo
- Son : Jean-Jacques Ferran
- Musique : Benjamin Raffaelli et Dominique Grimaldi
- Production : Fennec Productions - Gazan Films
- Pays de production :  France
- Durée : 88 minutes
- Date de sortie : France - 28 août 1991[1]

## Distribution
- Miloud Khetib : Ben
- Najim Laouriga : Youssef dit « Jo »
- Sonia Amar : Fatima
- Albert Dray : Marcel
- Sid Ali Kouiret : Ali dit « Le rescapé »
- Pascal Aubier : le commissaire
- Sid Ali Kouiret : le père de Youssef
- Grégory Cosson : P'tit Jeannot
- Hamid Amirouche
- Jérôme Diamant-Berger

## Sélection
- Festival du cinéma méditerranéen de Montpellier 1987 (« Panorama des productions récentes »)[2]